# Elisabeth Rechnitzer
Elisabeth Rechnitzer (* 17. Juli 1937 in Kittsee als Elisabeth Warenits; † 5. März 1993 ebenda) war eine österreichische Politikerin (ÖVP). Rechnitzer war von 1977 bis 1987 Abgeordnete zum Burgenländischen Landtag. 

## Leben
Rechnitzer wurde als Tochter des Gastwirts Josef Warenits aus Kittsee geboren und besuchte nach der Volksschule Kittsee die Hauptschulen in Neusiedl am See und Hainburg. Danach absolvierte sie die zweijährige Handelsschule in Wien und war danach beruflich als Angestellte in Wien beschäftigt. Sie war zwischen 1956 und 1957 Buchhalterin im landwirtschaftlichen Genossenschaftswesen im Burgenland und wurde 1965 Betriebsführerin einer eigenen Landwirtschaft. Ab 1975 war sie nebenberufliche Geschäftsführerin einer Bank.
Rechnitzer verstarb im Krankenhaus Kittsee und wurde nach ihrem Tod auf dem Friedhof in Deutsch Jahrndorf begraben.

## Politik
Politisch engagierte sich Rechnitzer zwischen 1973 und 1984 als Bezirksleiterin der Österreichischen Frauenbewegung im Bezirk Neusiedl am See und stieg 1975 zur Landesorganisationsreferentin auf. Zwischen 1988 und 1991 hatte sie das Amt der Landesleiterin der Frauenbewegung inne. Sie vertrat die ÖVP zwischen dem 27. Oktober 1977 und dem 30. Oktober 1987 als Abgeordnete im Landtag und war innerparteilich zudem von 1985 bis 1986 als ÖVP-Ortsparteiobfrau in Deutsch Jahrndorf und von 1985 bis 1988 als Landesparteiobmann-Stellvertreterin aktiv. Nach dem Ausscheiden aus dem Landtag arbeitete Rechnitzer als Angestellte der ÖVP-Landesparteileitung.